# Pferchfeldfels
Der Pferchfeldfels – alternativ Pferchfeldfelsen, Pferchfeldturm oder Langenwalderfelsen genannt – ist eine Felsformation im Pfälzerwald. Er ist unter der Bezeichnung „Langenwalderfelsen“ als Naturdenkmal ausgewiesen.

## Lage
Der Felsen befindet sich innerhalb des Wasgau auf der Gemarkung der Ortsgemeinde Busenberg im Bärenbrunner Tal. Das umliegende Waldgebiet trägt die Bezeichnung Langenwald. Nächstgelegene Siedlungen sind der Bärenbrunnerhof und die Bärenbrunnermühle. Weiter südlich verläuft der Kuhbach und weiter nordwestlich der Bach vom Bärenbrunnen.

## Beschaffenheit
Beim Pferchfeldfels handelt es sich um einen langgestreckten Felsengrat der Trifels-Schichten. Er weist einen markanten Turm an seiner Südwand auf. Darüber hinaus enthält er eine Sanduhr. Seine Höhe beträgt maximal 39 Meter, während der Durchschnitt bei 30 Metern liegt.

## Tourismus
Der Fels wird von Sportkletterern frequentiert und ist Teil des Klettergebiets Pfälzer Wald. Mit der „Großen Südverschneidung“ (VI-), der „Dritten Rampe“ (IV+) und dem „Kleinen Südriss“ (VI+) verfügt er über insgesamt drei Routen.